# Niède Guidon
Niède Guidon, née le 12 mars 1933 à Jaú (État de São Paulo) et morte le 4 juin 2025 à São Raimundo Nonato (Piauí), est une archéologue franco-brésilienne.

## Biographie
Niède Guidon naît le 12 mars 1933. Son père, français, et sa mère, brésilienne, lui offrent un nom dérivé d’un cours d’eau du bassin rhénan, la Nied. Elle passe une licence en histoire naturelle à l’université de Sao Paulo, puis part pour la Sorbonne et se spécialise dans l’archéologie et l’art pariétal. De retour au Brésil, elle est embauchée au musée du Ipiranga à Sao Paulo.
En 1963, le maire de Petrolina, située dans le Pernambouc et proche de son Piauí natal, lui montre des photos de curieuses esquisses, découvertes sur les parois d’un abri de la Capivara. Pour Niède Guidon, il s'agit d'une révélation. Elle comprend que ce sont d’incroyables peintures rupestres. Elle souhaite se rendre sur place, mais le coup d’État militaire qui a eu lieu l'année suivante, l'oblige à aller se réfugier en France car elle est soupçonnée de sympathie communiste. Elle profite pour passer son doctorat à Paris, en ayant comme directeur de thèse, André Leroi-Gourhan, titulaire de la chaire de préhistoire au Collège de France, pionnier de l’interprétation symbolique de l’art pariétal.
En 1973, elle peut enfin se rendre à Capivara. En 1978, le ministère français des affaires étrangères accepte de financer une mission archéologique franco-brésilienne dans le Piauí. L'année suivante, le Capivara devient un parc national. Dans les années 1980, elle organise une fouille aux pieds des falaises de la Serra de Capivara. Elle découvre des galets taillés de mains d’homme, qu'elle date de 32 000 ans avant Jésus-Christ. Cette découverte, et sa publication dans Nature, suscite alors une polémique dans le monde archéologique. Certains archéologues, spécialistes des Amériques, doutent de la véracité de son diagnostic.
Niède Guidon est membre de la Fondation du musée du parc national de la Serra da Capivara, ainsi que de la FUMDHAM (Fundação Museu do Homem Americano). Elle a également fondé un centre culturel et le musée de l’Homme américain qui propose aussi des séminaires universitaires sur l’archéologie et la préservation du patrimoine culturel. 

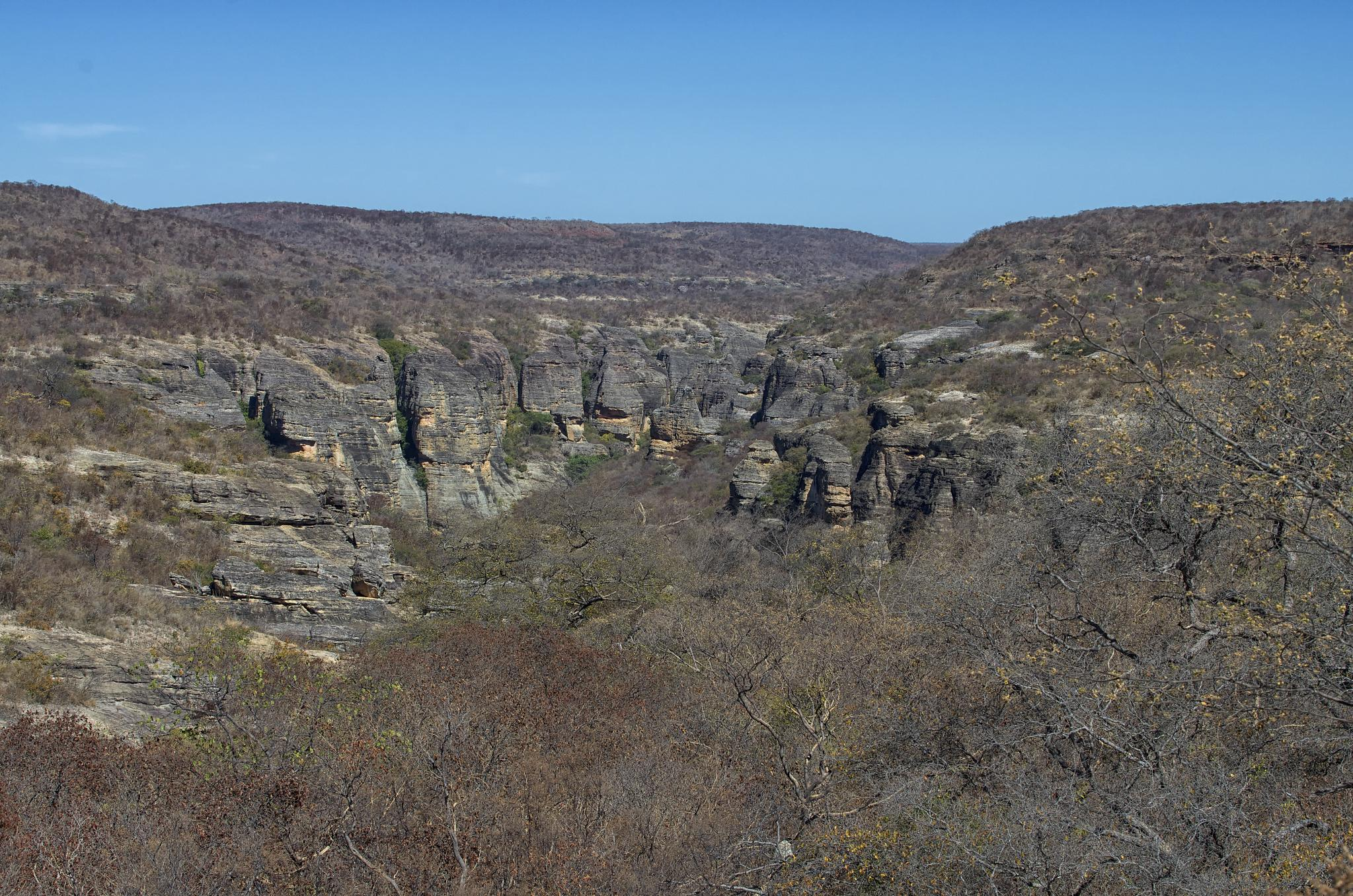
Parc national de la Serra da Capivara.
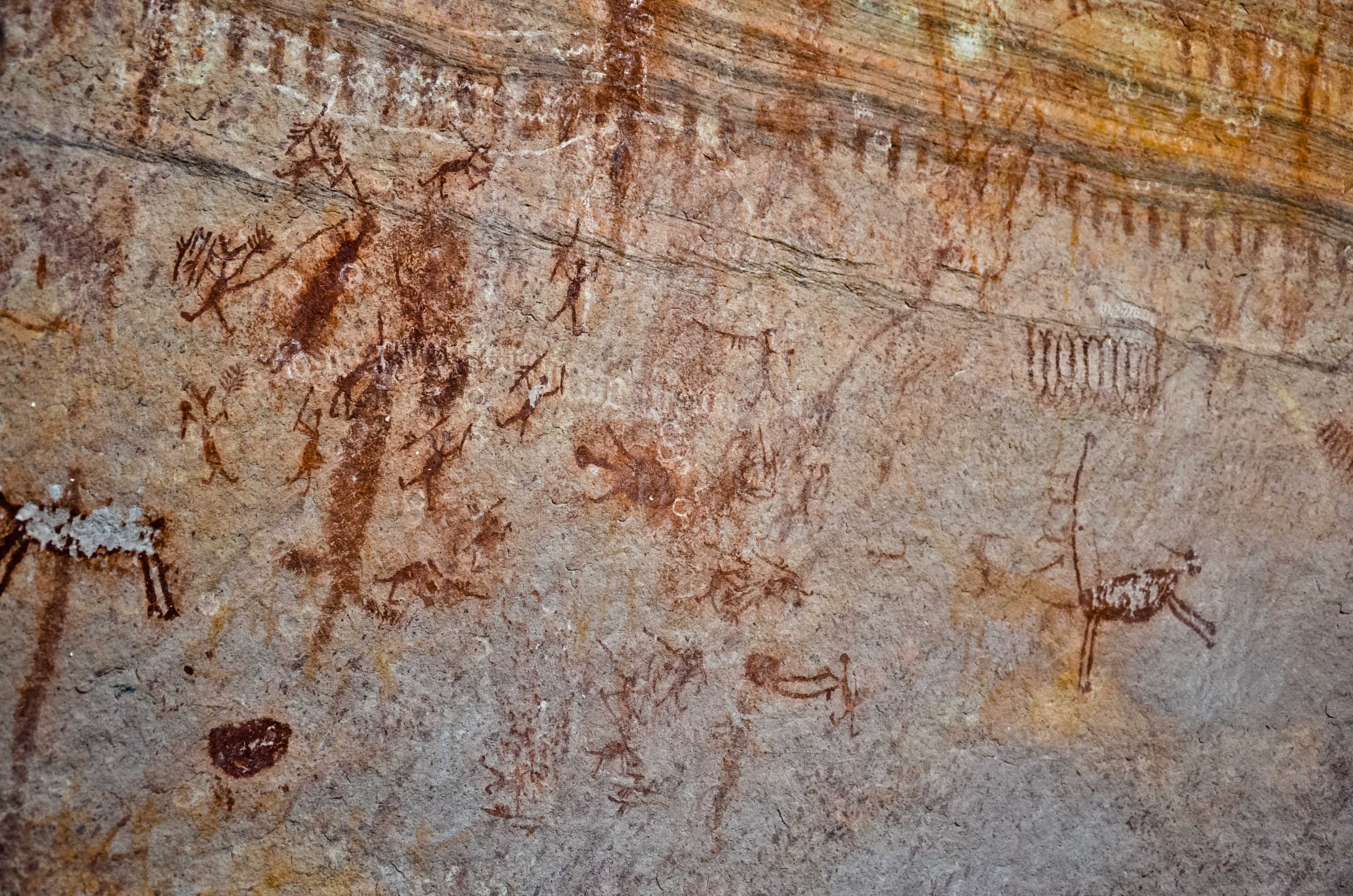
Peinture rupestre du parc national de la Serra da Capivara.
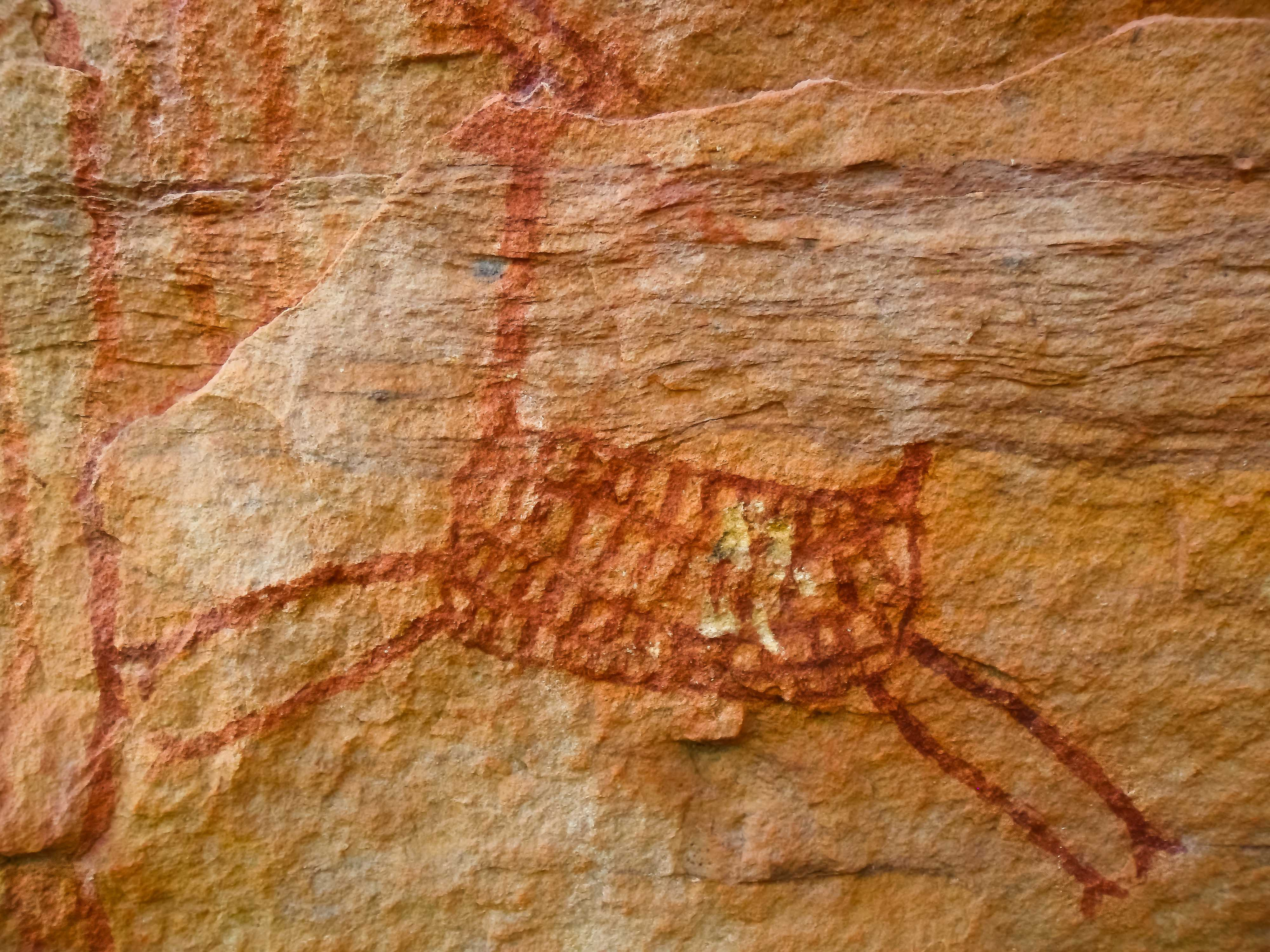
Peinture rupestre du parc national de la Serra da Capivara.
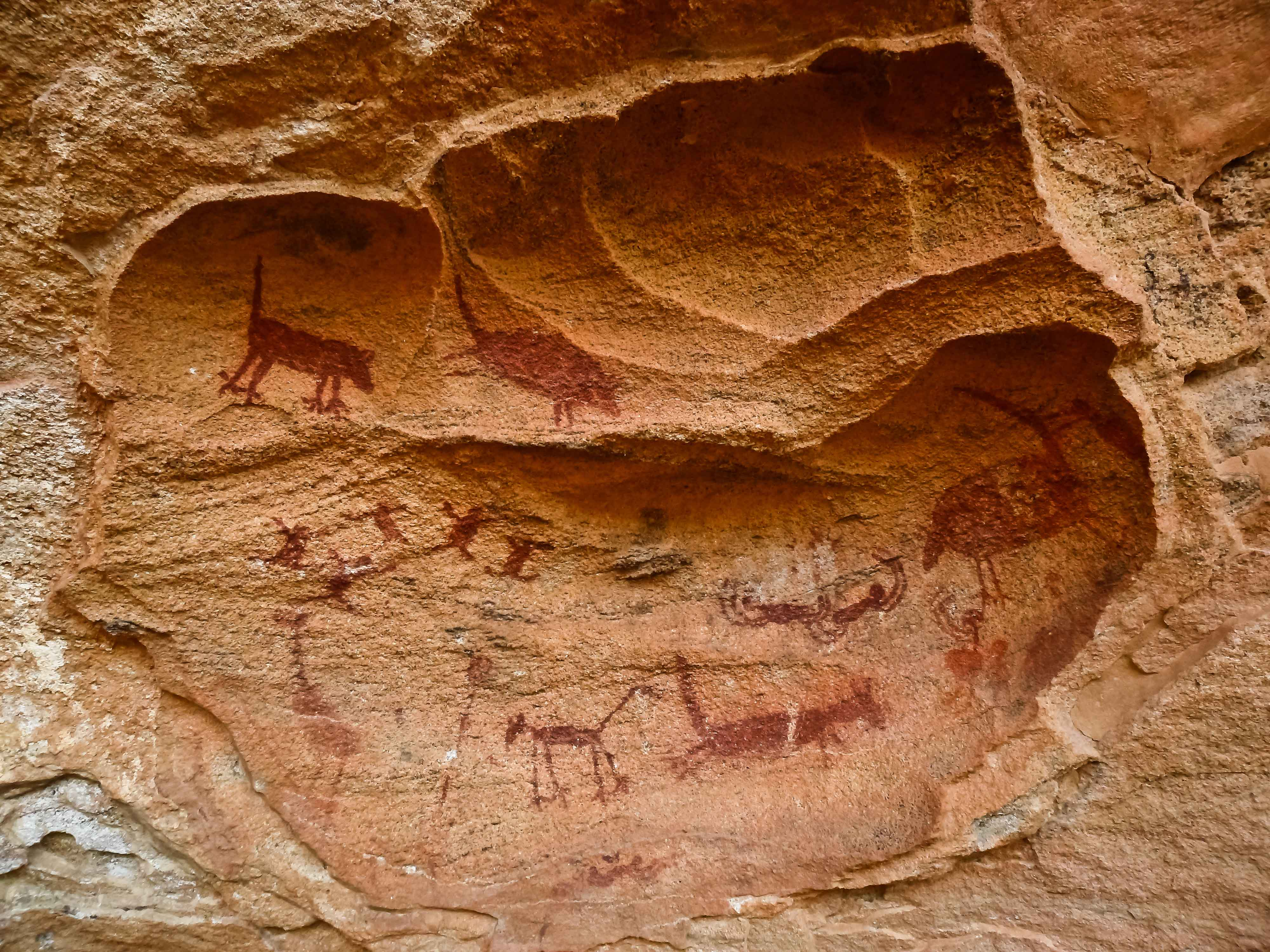
Peinture rupestre du parc national de la Serra da Capivara.
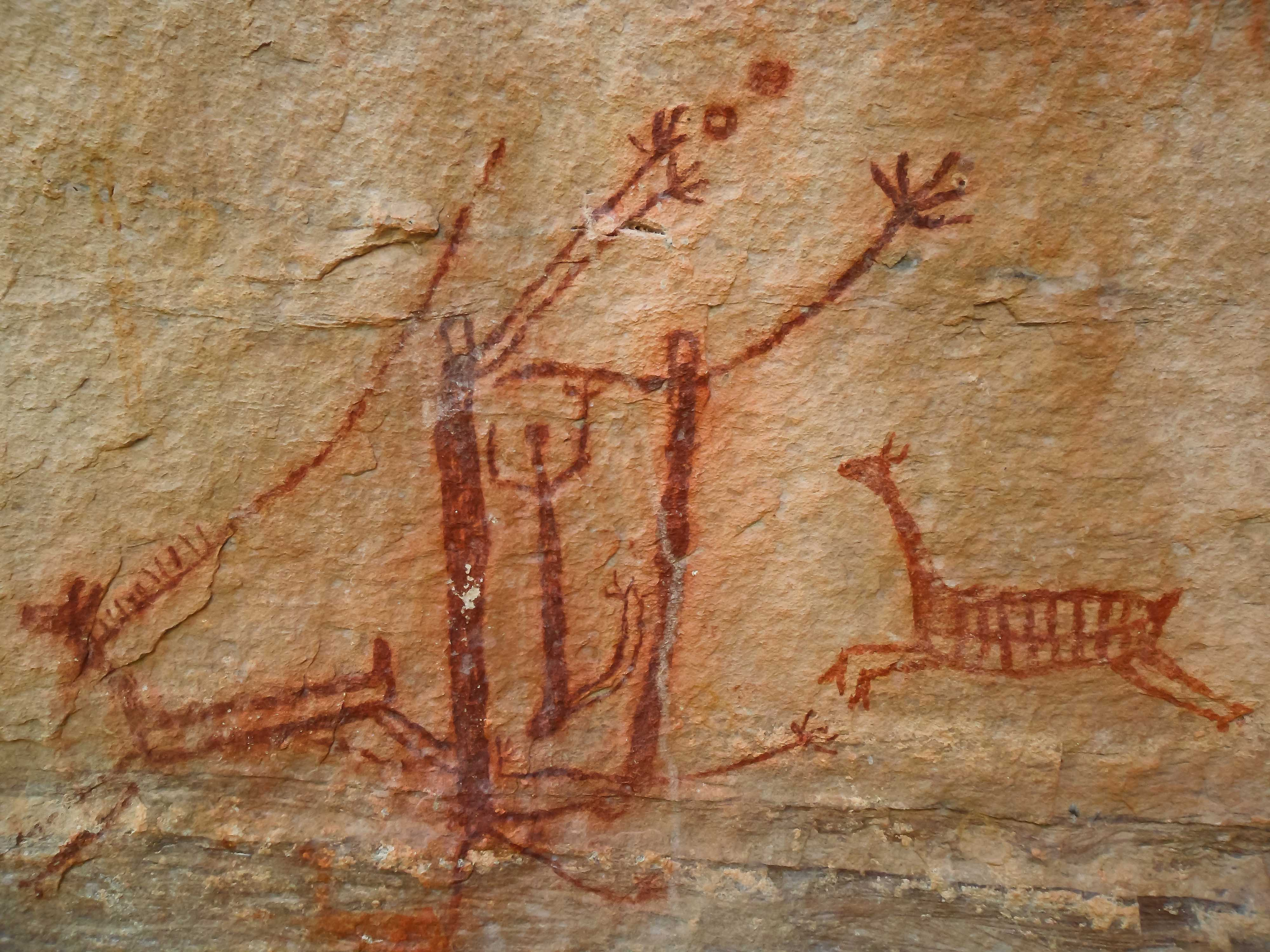
Peinture rupestre du parc national de la Serra da Capivara.